# Uniejów
Uniejów (Duits: Brückstadt) is een stad in het Poolse woiwodschap Łódź, gelegen in de powiat Poddębicki. De oppervlakte bedraagt 12,33 km², het inwonertal 2960 (2005). Uniejów staat bekend om zijn thermale bronnen en zwembaden. Hierdoor komen toeristen uit heel Polen, het is tevens de enige thermale bron in Centraal-Polen

## Geboren
- Ewa Pajor (1996), voetbalster